# Natasha O’Keeffe
Natasha Dervill O’Keeffe (* 1. Dezember 1986 in Brighton) ist eine britische Schauspielerin.

## Leben
Natasha O’Keeffe wurde in Brighton geboren und wuchs in Tooting in South London auf. Eine Schauspielausbildung erhielt sie am Royal Welsh College of Music & Drama in Cardiff.
Von 2010 bis 2012 spielte sie in der BBC-Serie Lip Service die Rolle der Sadie Anderson, in der vierten und fünften Staffel der Serie Misfits war sie 2012/13 als Abbey Smith zu sehen. Ab 2013 gehörte sie in der Dramaserie Peaky Blinders – Gangs of Birmingham als Lizzie Stark zur Hauptbesetzung. 2015 spielte sie in der Thriller-Miniserie The Last Panthers die Rolle der Kirsty Wilkinson sowie in der ITV-Miniserie Jekyll and Hyde die Fedora.
2016 war sie in der Folge Die Braut des Grauens der Fernsehserie Sherlock mit Benedict Cumberbatch und Martin Freeman als  Emelia Ricoletti zu sehen. Ab 2017 verkörperte sie in der Serie Strike basierend auf den Cormoran-Strike-Romanen von Joanne K. Rowling die Rolle der Charlotte Campbell. In der Science-Fiction-Serie Intergalactic des Senders Sky übernahm sie 2021 die Rolle der Emma Grieves. In der im September 2023 auf Prime Video veröffentlichten zweiten Staffel der Fantasyserie Das Rad der Zeit spielte sie an der Seite von Josha Stradowski die Rolle der Selene / Lanfear.
In den deutschsprachigen Fassungen wurde sie unter anderem von Nadine Zaddam (Misfits, Staffel 1 bis 4 von Peaky Blinders – Gangs of Birmingham), Isabelle Höpfner (ab Staffel 5 von Peaky Blinders – Gangs of Birmingham), Gundi Eberhard (Svengali – Das Leben, die Liebe und die Musik), Susanna Bonasewicz (Sherlock – Die Braut des Grauens), Sonja Spuhl (The Last Panthers), Christin Marquitan (Resistance) sowie von Natascha Geisler (Intergalactic) synchronisiert.

## Filmografie (Auswahl)
- 2008: Abraham’s Point
- 2011: If Found Please Return To (Kurzfilm)
- 2010–2012: Lip Service (Fernsehserie)
- 2012–2013: Misfits (Fernsehserie)
- 2013: Svengali – Das Leben, die Liebe und die Musik (Svengali)
- 2013: Law & Order: UK – Mortal (Fernsehserie)
- 2013: Drecksau (Filth)
- 2013: A Little Place Off the Edgware Road (Kurzfilm)
- 2013–2022: Peaky Blinders – Gangs of Birmingham (Peaky Blinders, Fernsehserie)
- 2014: Grantchester (Fernsehserie, eine Folge)
- 2015: The Last Panthers (Miniserie)
- 2015: Daughter: Numbers (Music Video)
- 2015: Jekyll and Hyde (Miniserie)
- 2016: Sherlock – Die Braut des Grauens (Sherlock – The Abominable Bride, Fernsehserie)
- 2017–2020: Strike (Fernsehserie)
- 2019: Temple (Miniserie)
- 2019: Rebellion / Resistance (Miniserie)
- 2021: Intergalactic (Fernsehserie)
- 2023–2025: Das Rad der Zeit (The Wheel of Time, Fernsehserie)
- 2023: Die Witwe Clicquot (Widow Clicquot)
- 2024: Tyger